# ريتشارد بلاند لي
ريتشارد بلاند لي هو قاضي وسياسي أمريكي، ولد في 20 يناير 1761 في مقاطعة برينس ويليام في الولايات المتحدة، وتوفي في 12 مارس 1827 في واشنطن العاصمة في الولايات المتحدة. نشط حزبياً في Pro-Administration Party (United States) ‏. وقد انتخب عضو مجلس نواب الولايات المتحدة عن ولاية فرجينيا ‏ وانتخب عضو مجلس النواب الأمريكي ‏.